# 石川味季
石川 味季（いしかわ みき、1962年 - ）は、日本のフラワーアーティスト。DFAフローリスト資格認定協会創業者。O型。日本の伝統的な生花では生花池坊准華督教授。
フランス、フローリスト・ド・パリ・イルドフランス フローリスト協会へ留学。ZENスタイルで美を表現することを得意とするフラワー装飾技能士１級。

## 来歴
1963年、大阪で生まれ千葉県に転居。和洋女子国府台中学、高校、和洋女子短期大学を卒業。高等学校時代から華道を愛好し、いけばな華道家元池坊の教室に通う。短大卒業後は一般企業に就職し（現在の大和証券グループ）華道部を立ち上げる。
退社後にパリに留学。フローリスト・ド・パリ・イルドフランス フローリスト協会よりディプロマを取得。フェアリーフラワープロデュース青山を主宰し池坊の基本にとどまらず、パリに何度も留学しフラワーアレンジメントの指導をしている。1994年に花の資格がとれるDFAフローリスト資格認定協会を創設した。自身は国家資格のフラワー装飾技能士1級を取得している。風水インテリアアドバイザーも資格としてもっている。2014年フラワー装飾の会社を設立（株式会社MICHALLON）

## 著書
- 『パリの花』<ART BOX GALLERYシリーズ>（島栄子との共著）、ARTBOXインターナショナル、2004年